# Milo (Tanzania)
Milo è una circoscrizione rurale (rural ward) della Tanzania situata nel distretto di Ludewa, regione di Njombe. Conta una popolazione di 6 861 abitanti (censimento 2012).